# Brachiones przewalskii
Brachiones przewalskii és una espècie de mamífer rosegador de la família dels múrids. És endèmic de la Xina (Gansu, Mongòlia Interior i Xinjiang). Els seus hàbitats naturals són les dunes semipermanents amb una espessa cobertura de matolls i les dunes properes als boscos. És una espècie en risc mínim, és a dir, no sembla que hi hagi cap amenaça significativa per a la seva supervivència.
L'espècie fou anomenada en honor del naturalista i explorador rus Nikolai Prjevalski.